# Косена Кирова
Косена Кирова е българска оперна певица.

## Биография
Косена Кирова е родена на 13 април 1921 г. в София. Тя е от незаслужено забравеното поколение оперни артисти, които поставят основите на съвременното оперно изкуство в България. Завършва с отличие през 1948 г. специалност „оперно пеене“ в Софийската консерватория в класа на проф. Людмила Прокопова.
След дипломирането си работи като солистка във Варненската народна опера. След това е солистка в оперните театри в Русе, Стара Загора, Пловдив и Бургас. Специализира вокално майсторство в Германия, като пее с голям успех в Дрезденската и Лайпцигската опери в ролите на Тоска, Леонора и Аида. Гастролира и в Берлин, Лайпциг, Потсдам и Ваймар.
Завършва кариерата си през 1976 г. в Бургаската опера с ролята на Одабела от „Атила“ на Верди.

## Награди
Златен орден от профсъюза на Музикалните дейци.
Почетна грамота от Министерството на културата на Монголската народна република за педагогическите и режисьорските и постижения.
Благодарствени грамоти от Дирекцията и колектива на Монголската операта.

## Кариера на педагог
Учи певческо майсторство, вокална педагогика и оперна режисура в Германия и от 1965 до 1968 работи като главен вокален педагог на Националния оперен театър в Улан Батор – Монголия. Там освен като преподавател, се изявява и като режисьор-постановчик. Поставя операта „Фауст“ и работата ѝ е високо оценена от обществеността и отразена в тогавашния монголски и съветски печат.
Като вокален педагог също работи дълги години в Италия и Австрия, където пропагандира българската музика. Нейни японски и финландски студенти са печелили оперни конкурси с български пиеси.
През 1984 г. е поканена да преподава в Музикален институт „Винченцо Белини“ в Италия.

## Завръщане в България и смърт
Косена Кирова се завръща в България през 1985 г. и продължава педагогическата си дейност до 80-годишнината си. След почти 60-годишна успешна кариера в България и в чужбина Косена Кирова прекарва последните години от живота си забравена и огорчена в дома за ветерани на културата и изкуствата в София. Умира в началото на 2007 г. на 85 години.